# 大奧布濟爾
51°27′11″N 25°12′47″E / 51.45306°N 25.21306°E
大奧布濟爾（烏克蘭語：Великий Обзир），是烏克蘭西北部的村莊，隸屬沃倫州的卡明-卡希爾斯基區。該村始建於1545年，面積2.84平方公里，海拔高度157米，2001年人口718，人口密度每平方公里252.91人。